# Cratere Kirnis
Kirnis  è un cratere sulla superficie di Cerere.